# Gyorsaságimotoros-Európa-bajnokok listája
Ez a lista a gyorsaságimotoros-Európa-bajnokokat tartalmazza, év és köbcentiméter szerint rendezve.
Az Eb-t először 1924-től 1939-ig rendezték meg. Ekkor még 125, 175, 250, 350, 500, 750 és 1000 köbcentiméteres motorokkal is versenyezhettek, többnyire még utcai pályákon. A sorozat ezt követően csak 1981-ben éledt újjá, ekkor már csak 80, 125, 250 és 500 köbcentiméteres kategóriákkal. 1989-től pedig ezek közül is csak kettő, a nyolcad- és a negyedliteres kategória maradt. Eddig egyszer tudott itt magyar pilóta győzni, 2007-ben a nyolcadliteresek között Győrfi Alen diadalmaskodott.

## A lista

### 1990–
| Év   | 250 cm³                       | 125 cm³                       |
| ---- | ----------------------------- | ----------------------------- |
| 2008 | Nem rendezték meg             | Lorenzo Savadori (Aprilia)    |
| 2007 | Alvaro Molina (Aprilia)       | Győrfi Alen (Honda)           |
| 2006 | Alvaro Molina (Aprilia)       | Philipp Eitzinger (Honda)     |
| 2005 | Alvaro Molina (Aprilia)       | Michele Conti (Honda)         |
| 2004 | Álvaro Molina (Aprilia)       | Michele Pirro (Aprilia)       |
| 2003 | Szekigucsi Taró (Yamaha)      | Mattia Angeloni (Honda)       |
| 2002 | Alvaro Molina (Aprilia)       | Marco Simoncelli (Aprilia)    |
| 2001 | David García (Honda)          | Andrea Dovizioso (Aprilia)    |
| 2000 | Riccardo Chiarello (Aprilia)  | Diego Giugovaz (Aprilia)      |
| 1999 | Ivan Clementi (Aprilia)       | Klaus Nöhles (Honda)          |
| 1998 | Alex Hofmann (Honda)          | Max Sabbatani (Aprilia)       |
| 1997 | Davide Bulega (Aprilia)       | Arnaud Vincent (Aprilia)      |
| 1996 | Sebastián Porto (Aprilia)     | Jorge Martínez (Aprilia)      |
| 1995 | Luca Boscoscuro (Aprilia)     | Lucio Cecchinello (Honda)     |
| 1994 | Régis Laconi (Honda)          | Ivan Cremonini (Honda)        |
| 1993 | Giuseppe Fiorillo (Aprilia)   | Stefano Perugini (Aprilia)    |
| 1992 | Luis Carlos Maurel (Aprilia)  | Juan Borja (Honda)            |
| 1991 | Max Biaggi (Aprilia)          | Oliver Koch (Honda)           |
| 1990 | Leon van der Heijen (Aprilia) | Xavier Debón (JJ Cobas/Rotax) |

### 1981–1989
| Év   | 500 cm³                    | 250 cm³                          | 125 cm³                    | 80 cm³                         |
| ---- | -------------------------- | -------------------------------- | -------------------------- | ------------------------------ |
| 1989 | Peter Lindén (Honda)       | Andrea Borgonovo (Aprilia)       | Gabriele Debbia (Aprilia)  | Jaime Mariano (Casal)          |
| 1988 | Alberto Rota (Honda)       | Fausto Ricci (Yamaha/Aprilia)    | Emilio Cuppini (Garelli)   | Bogdan Nikolov (Krauser)       |
| 1987 | Manfred Fischer (Honda)    | Xavier Cardelús (JJ Cobas/Rotax) | Adi Stadler (MBA)          | Julián Miralles (Derbi)        |
| 1986 | Massimo Messere (Honda)    | Hans Lindner (Rotax)             | Claudio Macciotta (MBA)    | Bruno Casanova (Unimoto)       |
| 1985 | Marco Gentile (Yamaha)     | Massimo Matteoni (Honda)         | Pierfrancesco Chili (MBA)  | Günter Schirnhofer (Rupp)      |
| 1984 | Eero Hyvärinen (Suzuki)    | Gary Noel (Exactweld)            | Norbert Peschke (MBA)      | Richard Bay (Rupp)             |
| 1983 | Peter Sköld (Suzuki)       | Carlos Cardús (Kobas/Rotax)      | Willy Hupperich (MBA)      | Hubert Abold (Zündapp)         |
| Év   | 500 cm³                    | 250 cm³                          | 125 cm³                    | 50 cm³                         |
| 1982 | Fabio Biliotti (Suzuki)    | Reinhold Roth (FKN-Yamaha)       | Stefano Caracchi (MBA)     | Zdravko Matulja (Tomos)        |
| 1981 | Leandro Becheroni (Suzuki) | Herbert Hauf (Yamaha)            | Pierluigi Aldrovandi (MBA) | Giuseppe Ascareggi (Minarelli) |

### 1924–1939
| Év   | 1000 cm³                         | 750 cm³             | 500 cm³                     | 350 cm³                   | 250 cm³                             | 175 cm³                          | 125 cm³              |
| ---- | -------------------------------- | ------------------- | --------------------------- | ------------------------- | ----------------------------------- | -------------------------------- | -------------------- |
| 1939 |                                  |                     | Dorino Serafini (Gilera)    | Heiner Fleischmann (DKW)  | Ewald Kluge (DKW)                   |                                  |                      |
| 1938 |                                  |                     | Georg Meier (BMW)           | Ted Mellors (Velocette)   | Ewald Kluge (DKW)                   |                                  |                      |
| 1937 |                                  |                     | Jimmie Guthrie (Norton)     | Jimmie Guthrie (Norton)   | Omobono Tenni (Moto Guzzi)          |                                  |                      |
| 1936 |                                  |                     | Jimmie Guthrie (Norton)     | Freddie Frith (Norton)    | H. G. Tyrell Smith (Excelsior)      |                                  |                      |
| 1935 |                                  |                     | Jimmie Guthrie (Norton)     | Wal Handley (Velocette)   | Arthur Geiß (DKW)                   |                                  |                      |
| 1934 |                                  |                     | Pol Demeuter (FN)           | Jimmie Simpson (Norton)   | Walfried Winkler (DKW)              | Yvan Goor (Benelli)              |                      |
| 1933 |                                  |                     | Gunnar Kalén (Husqvarna)    | Jimmie Simpson (Norton)   | Charlie Dodson (New Imperial)       |                                  |                      |
| 1932 |                                  |                     | Piero Taruffi (Norton)      | Louis Jeannin (Jonghi)    | Riccardo Brusi (Moto Guzzi)         | Carlo Baschieri (Benelli)        |                      |
| 1931 |                                  |                     | Percy Hunt (Norton)         | Ernie Nott (Rudge)        | Graham Walker (Rudge)               | Eric Fernihough (Excelsior)      |                      |
| 1930 |                                  |                     | H. G. Tyrell Smith (Rudge)  | Ernie Nott (Rudge)        | Syd Crabtree (Excelsior)            | Yvan Goor (DKW)                  |                      |
| 1929 |                                  |                     | Percy Hunt (Norton)         | Leo Davenport (AJS)       | Frank Longman (OK-Supreme)          | Josef Klein (DKW)                |                      |
| 1928 |                                  |                     | Wal Handley (Motosacoche)   | Wal Handley (Motosacoche) | Cecil Ashby (OK-Supreme)            | Alfredo Panella (Ladetto/Blatto) | Paul Lehmann (Moser) |
| 1927 | Josef Giggenbach (Bayerland/JAP) | Josef Stelzer (BMW) | Graham Walker (Sunbeam)     | Jimmie Simpson (AJS)      | Cecil Ashby (OK-Supreme)            | Willy Henkelmann (DKW)           |                      |
| 1926 |                                  |                     | Jimmie Simpson (AJS)        | Frank Longman (AJS)       | Jock Porter (New Gerrard)           | René Milhoux (Ready/Blackburne)  |                      |
| 1925 |                                  |                     | Mario Revelli (GR/JAP)      | Tazio Nuvolari (Bianchi)  | Jock Porter (New Gerrard)           | Mario Vaga (Maffeis/Blackburne)  |                      |
| 1924 |                                  |                     | Guido Mentasti (Moto Guzzi) | Jimmie Simpson (AJS)      | Maurice van Geert (Rush/Blackburne) |                                  |                      |

## A legsikeresebb versenyzők
| Versenyző          | Bajnoki címek              |
| ------------------ | -------------------------- |
| Jimmie Simpson     | 5 (1 x 500 cc, 4 x 350 cc) |
| Jimmy Guthrie      | 4 (3 x 500 cc, 1 x 350 cc) |
| Wal Handley        | 3 (1 x 500 cc, 2 x 350 cc) |
| Percy Hunt         | 2 (2 x 500 cc)             |
| H. G. Tyrell Smith | 2 (1 x 500 cc, 1 x 250 cc) |
| Graham Walker      | 2 (1 x 500 cc, 1 x 250 cc) |
| Ernie Nott         | 2 (2 x 350 cc)             |
| Frank Longman      | 2 (1 x 350 cc, 1 x 250 cc) |
| Cecil Ashby        | 2 (2 x 250 cc)             |
| Ewald Kluge        | 2 (2 x 250 cc)             |
| Jock Porter        | 2 (2 x 250 cc)             |
| Yvan Goor          | 2 (2 x 175 cc)             |